# Draba jaegeri
Draba jaegeri är en korsblommig växtart som beskrevs av Philip Alexander Munz och Ivan Murray Johnston. Draba jaegeri ingår i släktet drabor, och familjen korsblommiga växter. Inga underarter finns listade i Catalogue of Life.

## Bildgalleri

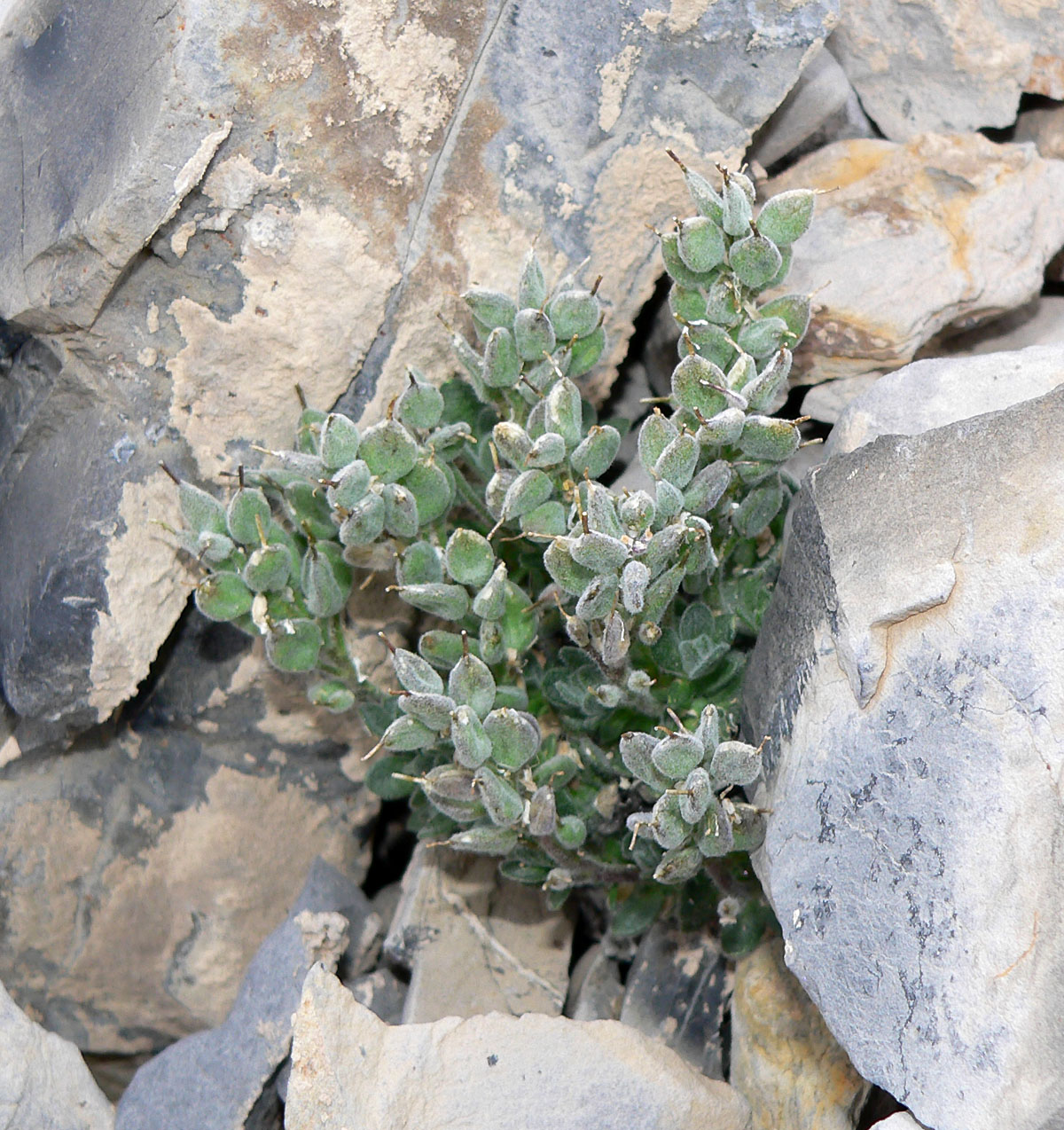
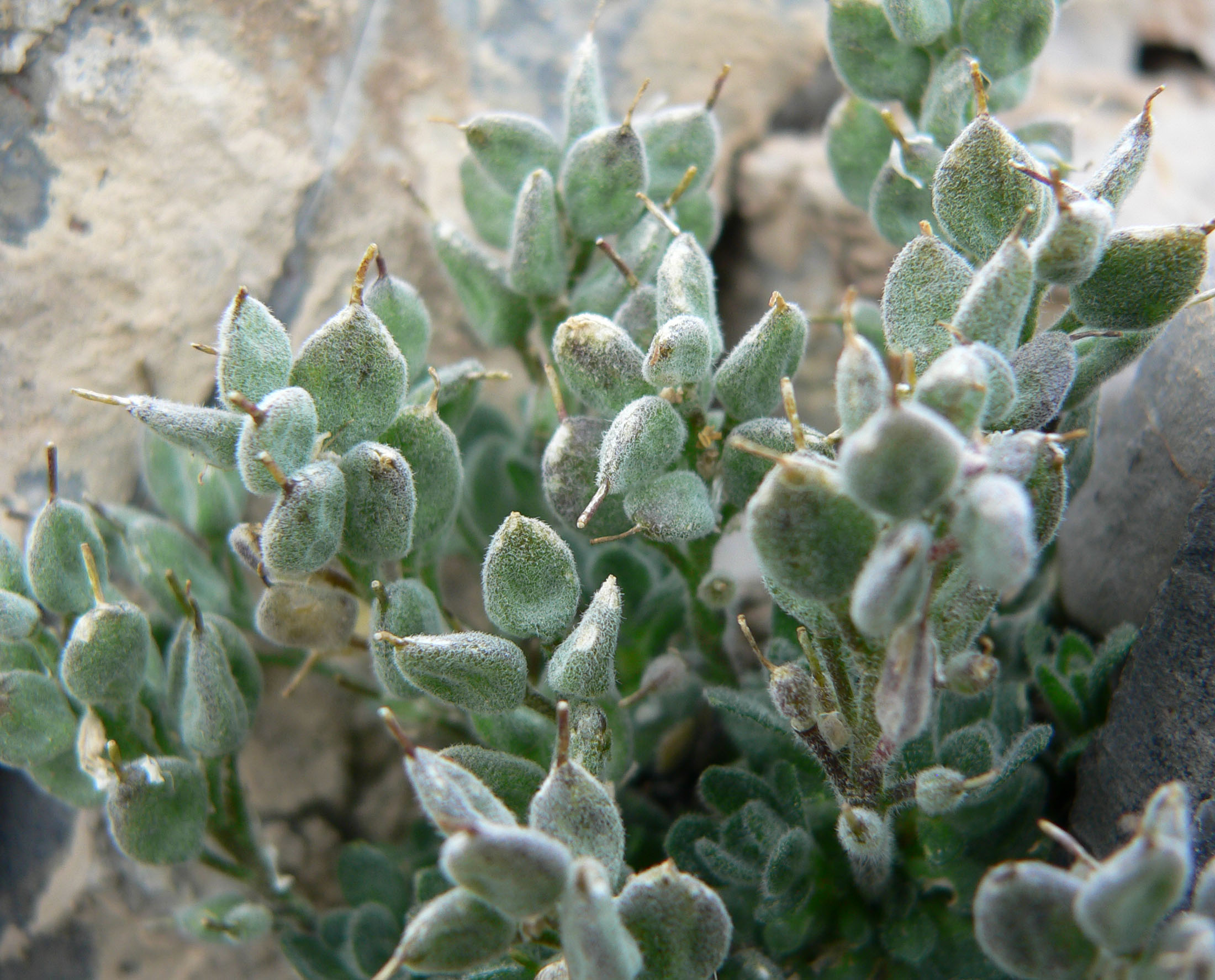
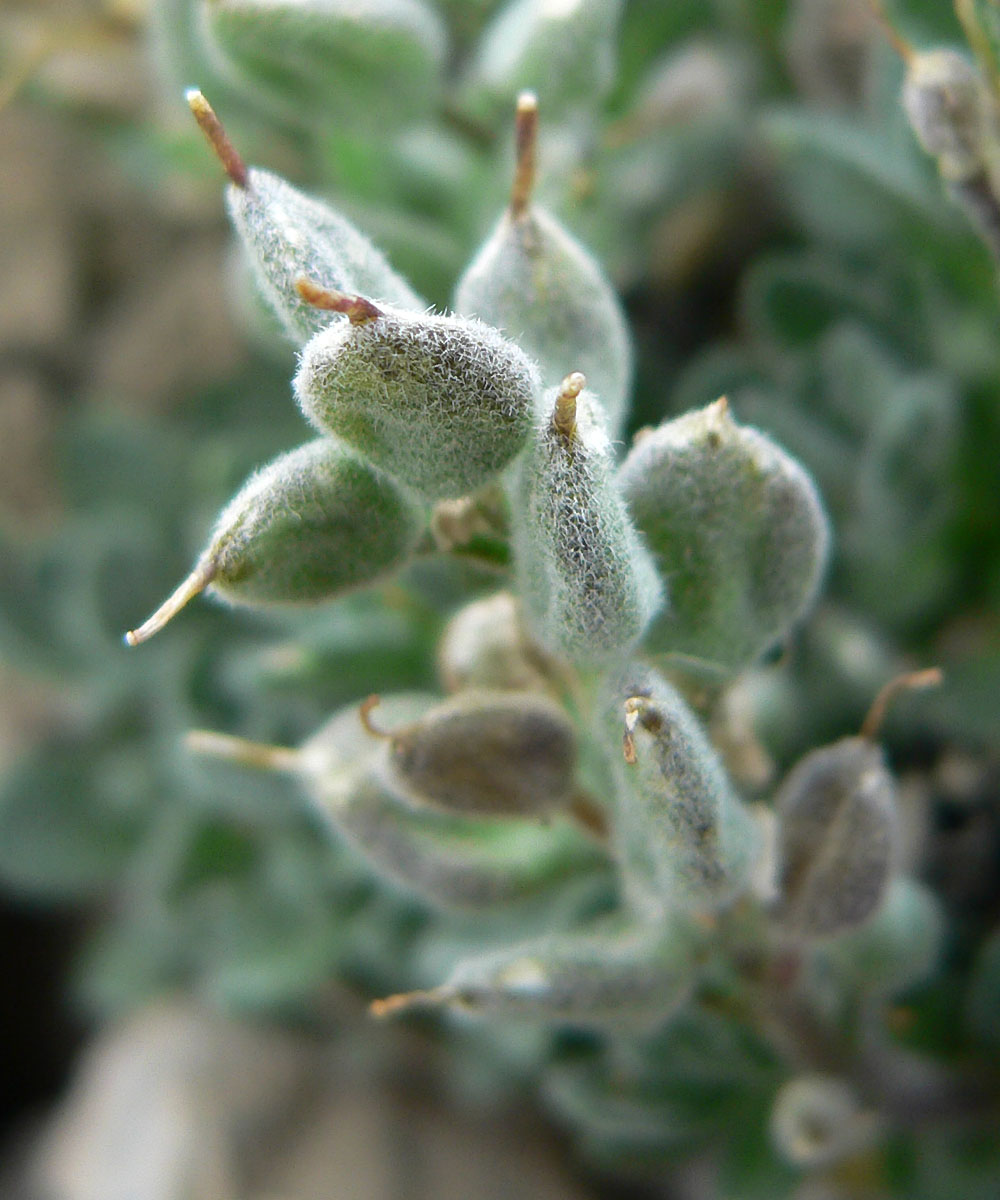
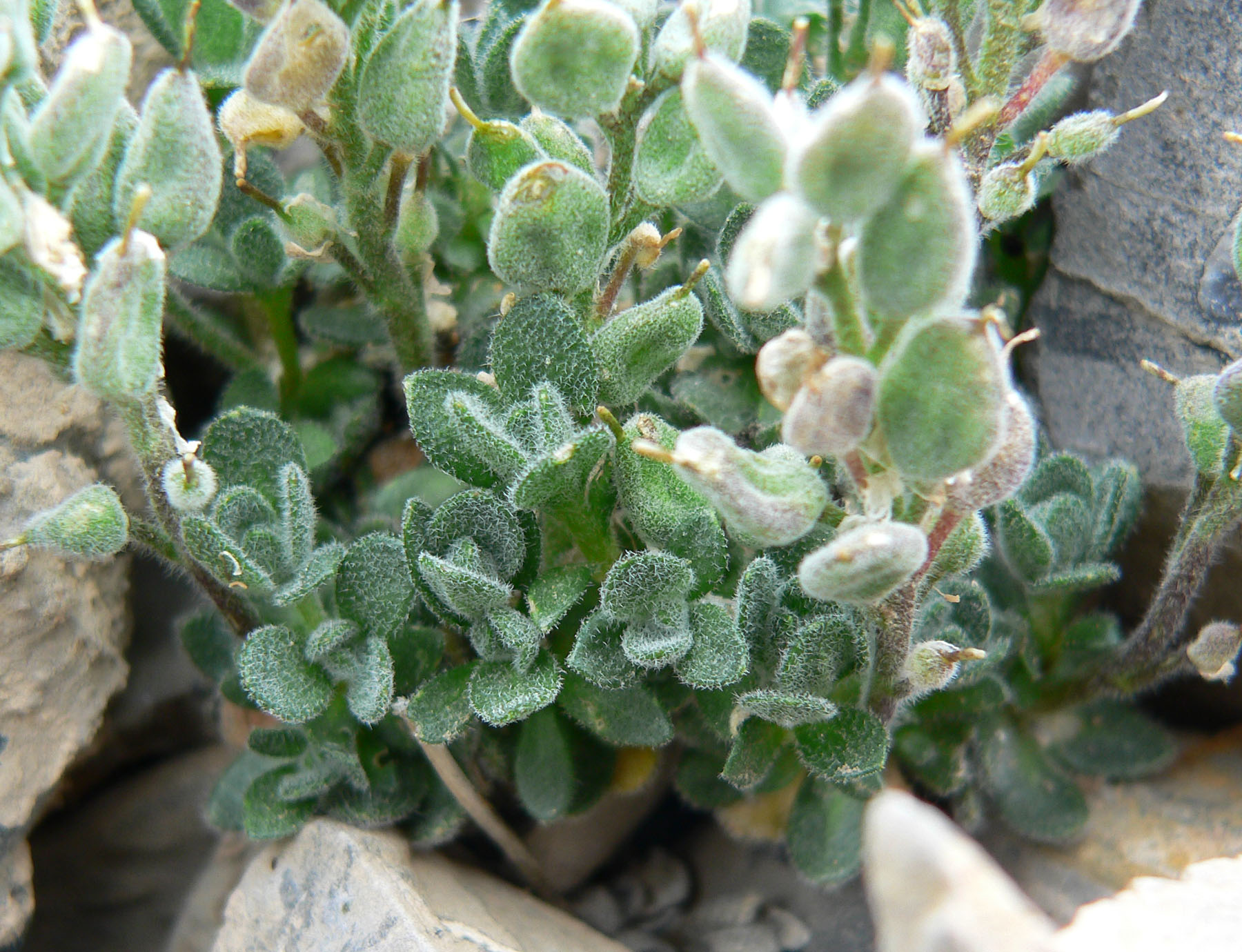
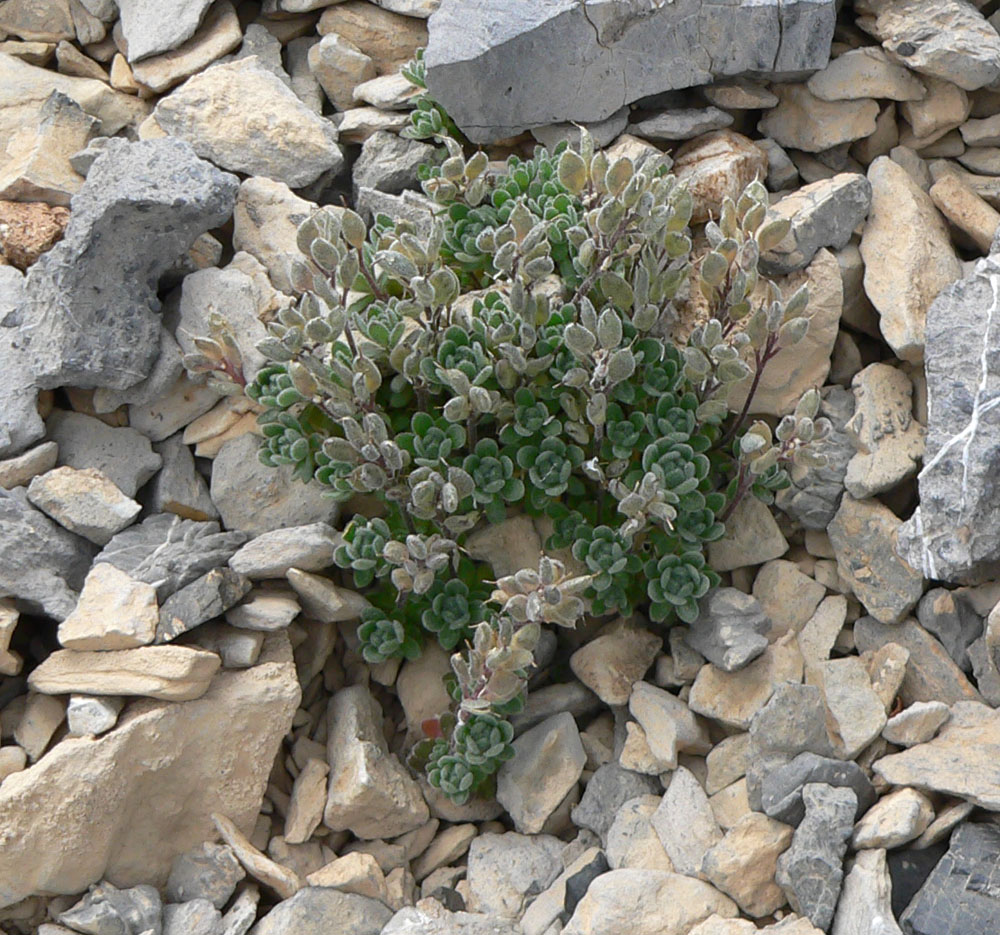